# Nhã Nam (thị trấn in Bắc Giang)
Nhã Nam is een thị trấn in het district Tân Yên, een van de districten in de Vietnamese provincie Bắc Giang. De provincie Bắc Giang ligt in het noordoosten van Vietnam, wat ook wel Vùng Đông Bắc wordt genoemd.